# Frede Hansen (játékvezető)
Frede Hansen (Ringe, 1923. július 23. – ?, ?) dán nemzetközi labdarúgó-játékvezető.

## Pályafutása

### Nemzetközi játékvezetés
A Dán labdarúgó-szövetség Játékvezető Bizottsága (JB) terjesztette fel nemzetközi játékvezetőnek, a Nemzetközi Labdarúgó-szövetség (FIFA) 1960-tól tartotta nyilván bírói keretében. Több nemzetek közötti válogatott és klubmérkőzést vezetett, vagy működő társának partbíróként segített. A dán nemzetközi játékvezetők rangsorában, a világbajnokság-Európa-bajnokság sorrendjében többedmagával a 10. helyet foglalja el 3 találkozó szolgálatával. Az aktív nemzetközi játékvezetéstől 1970-ben köszönt el. Válogatott mérkőzéseinek száma: 7.

#### Világbajnokság
A világbajnoki döntőhöz vezető úton Chilébe a VII., az 1962-es labdarúgó-világbajnokságra és Angliába a VIII., az 1966-os labdarúgó-világbajnokságra a FIFA JB bíróként alkalmazta.

##### 1962-es labdarúgó-világbajnokság
| Időpont         | Helyszín               | Mérkőzés típusa           | Mérkőzés             | Eredmény | Nézők száma |
| --------------- | ---------------------- | ------------------------- | -------------------- | -------- | ----------- |
| 1961. június 1. | Ullevaal Stadion, Oslo | előselejtező (5. csoport) | Norvégia–Törökország | 0 : 1    | 23 416      |

##### 1966-os labdarúgó-világbajnokság
| Időpont          | Helyszín                     | Mérkőzés típusa           | Mérkőzés                  | Eredmény | Nézők száma |
| ---------------- | ---------------------------- | ------------------------- | ------------------------- | -------- | ----------- |
| 1965. október 9. | Princes Park Stadion, Párizs | előselejtező (3. csoport) | Franciaország–Jugoszlávia | 1 : 0    | 36 546      |

#### Európa-bajnokság
Az európai-labdarúgó torna döntőjéhez vezető úton Spanyolországba az II., az 1964-es labdarúgó-Európa-bajnokságra az UEFA JB játékvezetőként foglalkoztatta.
| Időpont          | Helyszín                        | Mérkőzés típusa            | Mérkőzés             | Eredmény | Nézők száma |
| ---------------- | ------------------------------- | -------------------------- | -------------------- | -------- | ----------- |
| 1962. október 3. | Hillsborough Stadion, Sheffield | előselejtező (1. mérkőzés) | Anglia–Franciaország | 1 : 1    | 35 380      |

#### Nemzetközi kupamérkőzések

##### Bajnokcsapatok Európa-kupája
| Időpont           | Helyszín          | Mérkőzés típusa              | Mérkőzés                   | Eredmény |
| ----------------- | ----------------- | ---------------------------- | -------------------------- | -------- |
| 1965. április 30. | ETO Stadion, Győr | egyik elődöntő (1. mérkőzés) | Győri Vasas ETO–SL Benfica | 0 : 1    |